# Laura Di Toma
Laura Di Toma, née le 5 septembre 1954, est une judokate italienne. 
Elle est notamment vice-championne du monde de judo en 1980 à New York en catégorie des moins de 61 kg.

## Palmarès international
| Année | Compétition                  | Lieu      | Résultat | Catégorie         |
| ----- | ---------------------------- | --------- | -------- | ----------------- |
| 1974  | Championnats d'Europe (test) | Gênes     | 1re      | Moins de 66 kg    |
| 1975  | Championnats d'Europe        | Munich    | 3e       | Moins de 66 kg    |
| 1975  | Championnats d'Europe        | Munich    | 3e       | Toutes catégories |
| 1976  | Championnats d'Europe        | Vienne    | 3e       | Moins de 66 kg    |
| 1976  | Championnats d'Europe        | Vienne    | 1re      | Toutes catégories |
| 1979  | Championnats d'Europe        | Kerkrade  | 3e       | Moins de 61 kg    |
| 1980  | Championnats d'Europe        | Udine     | 1re      | Moins de 61 kg    |
| 1980  | Championnats du monde        | New York  | 2e       | Moins de 61 kg    |
| 1981  | Championnats d'Europe        | Madrid    | 2e       | Moins de 61 kg    |
| 1983  | Championnats d'Europe        | Gênes     | 1re      | Moins de 66 kg    |
| 1984  | Championnats d'Europe        | Pirmasens | 3e       | Moins de 61 kg    |